# Deborah C. Poff
Deborah C. Poff CM é uma filósofa, educadora e editora de periódicos canadiana.
Deborah C. Poff é a ex-presidente e vice-chanceler da Universidade de Brandon em Brandon, Manitoba. Ela actua como editora de duas publicações importantes no campo da ética. Antes de se aposentar, ela foi vice-presidente de Desenvolvimento Estratégico da Pacific Coast University for Workplace Health Sciences, Canadá.

## Biografia
Poff recebeu um BA (Hons.) em psicologia pela University of Guelph, um BA (Hons.) em filosofia pela Queens University em Ontário, um mestrado em filosofia pela Universidade Carleton e um doutoramento em filosofia pela Universidade de Guelph. Ela ensinou lógica, filosofia da ciência e ética nos negócios na Universidade de Alberta e presidiu ao Departamento de Estudos da Mulher na Universidade Mount St. Vincent em Halifax, Nova Escócia.
Ela foi a primeira Reitora de Artes e Ciências na recém-fundada Universidade do Norte da Colúmbia Britânica e actua como co-editora-chefe do Journal of Business Ethics e do Journal of Academic Ethics. Ela foi vice-presidente e reitora da UNBC antes de se tornar presidente da Universidade de Brandon em 2004. Ela é presidente do "Conselho Nacional de Ética em Pesquisa Humana" canadiano e actua no conselho da "Organização de Manutenção de Resíduos Nucleares".
Ela foi condecorada com a Ordem do Canadá em 2016 pelas suas "contribuições para o sucesso das instituições académicas como administradora e pelos seus esforços para criar oportunidades educacionais para os povos indígenas".
Ela foi eleita Presidente do Comité de Ética em Publicações (COPE) em 2019.
 